# Furhoffs Rostfria
AB Furhoffs Rostfria är ett företag i Skövde, Västra Götalands län. Företaget är ett specialistföretag inom tillverkning av produkter i rostfritt stål.

## Historik
1899 startade Carl Furhoff ett litet företag i Skövde för tillverkning av kopparkannor, kittlar, skopor med mera. Kopparslageriet växte med åren samtidigt som verksamheten förändrades i takt med att nya generationer av familjen Furhoff tog över och ledde verksamheten vidare.
På 1920-talet började tillverkningen av produkter i det då nya materialet, rostfritt stål. I dag är Furhoffs ett specialistföretag inom rostfritt med produktion av egenutvecklade VVS-produkter och en omfattande legoproduktion av rostfria produkter.
Anläggningen, där all produktion och utveckling sker, finns fortfarande i Skövde. Traditionerna finns i behåll, företaget driver än i dag en kopparslagarskola för anställda.
Namnet Furhoff är taget 1855 ur Furuby och Hoffmantorp, två socknar belägna utanför Växjö i Småland.